# Quatuor Parrenin
Pour les articles homonymes, voir Parrenin.
Le Quatuor Parrenin est un quatuor à cordes français fondé en 1942 et dissous en 1990.

## Historique
À l'origine, les membres du quatuor sont tous issus de la classe de musique de chambre de Joseph Calvet au Conservatoire national supérieur de musique de Paris.
Fondé en 1942 autour de la personnalité du violoniste Jacques Parrenin, le Quatuor Parrenin obtient en 1944 un 1er prix de musique de chambre au Conservatoire. Il est quatuor-résident de radio Luxembourg jusqu'en 1949. Dans ce cadre, la formation se produit au rythme d'un concert par semaine diffusé sur les ondes, dans un vaste répertoire qui englobe des œuvres classiques, romantiques et contemporaines. L'ensemble est notamment le seul quatuor français à avoir à son répertoire l'intégrale des quatuors de la Seconde école de Vienne et de Bartók.
En 1951, le Quatuor Parrenin remporte le premier grand prix du Concours international de Liège. Sa carrière se développe, la formation se produit en Europe puis dès 1953 aux États-Unis, en Australie, en Amérique du Sud et au Japon. L'ensemble devient en 1960 le premier quatuor français invité en URSS. En 1961, il donne son deux millième concert au Festival de Mexico lors d'une double intégrale Beethoven et Bartók.
Parmi ses collaborateurs, la soprano Colette Herzog effectua ensemble une exécution particulière, en septembre 1974, à l'occasion du festival de Pesmes. Il s'agissait d'un concert du deuxième quatuor de Schönberg, qui a besoin de la voix de soprano, au lieu du cinquième instrument.
Maintes fois recomposé à la suite de tragiques accidents de ses différents membres, le Quatuor Parrenin a été membre du Domaine musical et de l'ensemble international de musique de Darmstadt. Il a donné en création plus de 150 œuvres d'auteurs contemporains (Bacewicz, Ballif, Berio, Boucourechliev, Delvincourt, Dutilleux, Jolas, Koering, Martinon, Ohana, Penderecki, Rivier ou Xenakis, notamment).
Le Quatuor Parrenin cesse ses activités en 1990.

## Membres
Les membres de l'ensemble étaient :
- premier violon : Jacques Parrenin ;
- second violon : Marcel Charpentier (1944-1970), Jacques Ghestem (1970-1980), John Cohen (1980-1990) ;
- alto : Serge Collot (1944-1957), Michel Walès (1957-1964), Denes Marton (1964-1970), Gérard Caussé (1970-1980), Jean-Claude Dewaele (1980-1990) ;
- violoncelle : Pierre Penassou (1944-1980), René Benedetti (1980-1990).

Parrenin jouait un violon de Collin-Mezin, Ghestem un Goffriller, Caussé un alto d'Antonio Sgarbi (Palerme, 1914) puis un Gasparo da Salò de 1560, Penassou un violoncelle de Claude-Augustin Miremont.

## Créations
Le Quatuor Parrenin est le créateur de plus de 150 œuvres, de Grażyna Bacewicz (Quatuor no 6, 1960), Claude Ballif (Quatuor no 1, 1973), François Bayle, Luciano Berio, André Boucourechliev (Archipel II, 1969), Pierre Boulez, Charles Chaynes (Quatuor, 1971), Claude Delvincourt, Cristóbal Halffter, Betsy Jolas, René Koering (Quatuor, 1977), Roberto Gerhard (Quatuor no 1, 1955), Hans Werner Henze (Quatuor no 2, 1952), Jean Martinon, Paul Méfano, Francis Miroglio (5 Séquences, 1964), Krzysztof Penderecki (Quatuor no 2, 1968), Goffredo Petrassi (Quatuor, 1958), Jean Rivier et Iannis Xenakis, notamment.

## Discographie
La discographie du Quatuor Parrenin est vaste et gravée sous plusieurs étiquettes, Westminster, Vega, Pacific, Ducretet-Thomson, MMS, La Voix de son Maître, Stradivari, Club national du disque, Erato, Adès et Saphir. Au sein du répertoire enregistré, la musique française se taille une large part, avec Lalo, Gounod, Delvincourt, Franck, Roussel, Ibert, Sauguet (Quatuor no 2, Grand prix du disque en 1963), Boulez, Boucourechliev, Debussy, Ravel, Milhaud, Auric ou Fauré.
Figurent également dans leur discographie des pages de Rosenberg, Stravinsky, Petrassi, Berg, Mozart, Donizetti, Haydn, Schubert, les intégrales des quatuors de Bartók et de Schumann, ainsi qu'une « interprétation légendaire » du Concert d'Ernest Chausson en compagnie de Christian Ferras et Pierre Barbizet, parue chez EMI.
Plusieurs de ces enregistrements ont été réédités par Forgotten Records.
Discographie sélective :
- Maurice Ravel : Quatuor à cordes en fa majeur EMI 1969
- Claude Debussy : Quatuor à cordes en sol mineur op.10 EMI 1976